# ¡Adios Amigos!
¡Adios Amigos! è il quattordicesimo ed ultimo album in studio inciso nel 1995 dalla band punk Ramones , cui sono seguiti solo live e raccolte.
Non fu stabilito dall'inizio che fosse l'ultimo, e tutto dipese quindi dalle vendite ottenute dall'album, che non furono notevoli, anche se raggiunse la posizione #148 nella Billboard 200.

## Descrizione
Contiene Making Monsters For My Friends e It's Not For Me to Know scritti da Dee Dee Ramone e Daniel Rey e incisi nell'album di Dee Dee I Hate Freaks Like You composto con gli I.C.L.C., The Crusher scritta sempre da Dee Dee e Rey e incisa durante la breve parentesi rap di Dee Dee nell'album Standing in the Spotlight e le cover di I Don't Want to Grow Up di Tom Waits e della canzone di Johnny Thunders I Love You.
Dee Dee in persona fa un'apparizione su "Born to Die in Berlin" cantando una strofa in tedesco e registrando attraverso un telefono.
Nella versione giapponese è presente come bonus track la canzone R.A.M.O.N.E.S. originariamente scritta e incisa dai Motörhead come tributo ai Ramones nell'album 1916.
Nella versione uscita negli Stati Uniti è presente la canzone Spider-Man come traccia fantasma.

## Tracce
1. I Don't Want to Grow Up – 2:43 – cover del brano di Kathleen Brennann e Tom Waits
2. Makin' Monsters For My Friends – 2:33 (Dee Dee Ramone, Daniel Rey)
3. It's not for Me to Know – 2:50 (Dee Dee Ramone, Daniel Rey)
4. The Crusher – 2:24 (Dee Dee Ramone, Daniel Rey)
5. Life's a Gas – 3:35 (Joey Ramone)
6. Take the Pain Away – 2:40 (Dee Dee Ramone, Daniel Rey)
7. I Love You – 2:21 (Johnny Thunders, cover)
8. Cretin Family – 2:08 (Dee Dee Ramone, Daniel Rey)
9. Have a Nice Day – 1:41 (Marky Ramone, Skinny Bones, Garrett James Uhlenbrock[6])
10. Scattergun – 2:30 (C.J. Ramone)
11. Got Alot to Say – 1:42 (C.J. Ramone)
12. She Talks to Rainbows – 3:13 (Joey Ramone)
13. Born to Die in Berlin – 3:31 (Dee Dee Ramone, John Carco)

Traccia fantasma (versione USA)
1. Spider-Man

Traccia bonus (Giappone)
1. R.A.M.O.N.E.S.

## Formazione
- Joey Ramone - voce
- Johnny Ramone - chitarra elettrica
- C.J. Ramone - basso elettrico e voce d'accompagnamento, voce in Making Monsters for My Friends, The Crusher, Cretin Family, Scattergun e R.A.M.O.N.E.S.
- Marky Ramone - batteria
- Dee Dee Ramone - seconda voce in Born to Die in Berlin